# Silent nights
Silent nights is een muziekalbum van Rick Wakeman uit 1985. Het album bevat typische jaren ’80 muziek. Wakeman had toen een min of meer vaste band waarmee hij opnam en uitvoerde. Hij trad dit keer ook op als zanger. Het album verscheen ook vrij snel in Japan op Nexus op compact disc. The Glory Boys werd uitgebracht als single, maar haalde nergens de hitparade.

## Musici
- Rick Wakeman – toetsinstrumenten, zang (10)
- Tony Fernandez – slagwerk
- Chas Cronk – basgitaar
- Rick Fenn – gitaar
- Bimbo Acock – saxofoon
- Gordon Neville – zang, achtergrondzang
- Tony Burrows, Alan Carvell, Sue Glover, John Kirby, Sonny Leslie, Val McKenna- achtergrondzang

## Tracklist
Allen door Wakeman:

| Nr. | Titel                 | Duur |
| --- | --------------------- | ---- |
| 1.  | Tell 'Em All You Know | 4.04 |
| 2.  | The Opening Line      | 3.47 |
| 3.  | The Opera             | 6.20 |
| 4.  | Man's Best Friend     | 4.27 |
| 5.  | Glory Boys            | 3.13 |

| Nr. | Titel                         | Duur |
| --- | ----------------------------- | ---- |
| 1.  | Silent nights                 | 3.54 |
| 2.  | Ghost of a Rock 'n' Roll Star | 3.39 |
| 3.  | The Dancer                    | 3.28 |
| 4.  | Elgin Mansions                | 5.13 |
| 5.  | That's Who I Am               | 4.15 |

Bron voor musici is Progarchives.com; musici werden niet op de Japanse persing vermeld.